# 卡西歐 fx-82ES
卡西欧 fx-82ES是卡西欧发行的一款科学计算器。该款计算器用于取代原先的型号卡西歐 fx-82MS，并在原型号上进行改进，增加了功能。fx-82ES为卡西欧ES系列计算器的入门级机型，现在fx-82ES已停产并由fx-82ES PLUS取代。

## 功能
卡西欧 fx-82ES使用自然书写显示，使用自然书写输出格式（亦可选用线性模式（LineIO）），具有以下功能：
- 基本四则运算
- 存储器运算
- 变量运算（8个变量、1个独立存储器、一个答案存储器）
- 隐含乘法
- 二次、三次、多次乘方、开方以及求倒数
- 以10或e为底的指数、对数函数
- 圆周率和e常数输入
- 三角函数、反三角函数
- 双曲函数、反双曲函数
- 阶乘函数
- 分数计算
- 百分比计算
- 度分秒计算
- 科学记数法转换
- 计算历史记录
- 算式重放
- 排列组合运算
- 伪随机数
- 四舍五入
- 直角坐标、极坐标转换
- 单变量、双变量统计计算，包括求和、平均数、標準差计算、双变量的线性回归、对数回归、e指数回归、乘方回归、逆回归、二次回归
- 无理数显示

## 自检
卡西欧 fx-82ES的自检由SHIFT+7+ON，之后按9进入，自检顺序为屏幕检查、系统版本、屏幕对比度调节、按键检查。

## 版本变迁
最初ES系列的所有型号使用完全相同的硬件和软件，部分爱好者通过电路板特定触点的通断，以及使用某些特定函数导致错误（俗称软升级），通过此类特殊方式来解锁其他的型号才拥有的计算功能。使得fx-82ES的可使用计算功能与其他包含此类计算功能的计算器相同。为了避免用户获得额外功能，卡西欧修改了所有ES系列计算器的后续产品的电路板设计，使得控制功能的触点不再外露；然而又有部分用户发现了通过特定的按键操作实现功能升级的方法。由于fx-82ES在中华人民共和国部分地区为考试专用计算器，为了避免考生利用规定外的功能，卡西欧又分别在中华人民共和国和澳大利亚推出了删减了大量冗余内容的fx-82ES Plus和fx-82AU，杜绝了fx-82ES后续版本功能升级的可能性。
从ES PLUS系列开始，卡西欧对旗下所有科学计算器的软件均采用量体裁衣的设计，最大限度地删除型号设计之外的功能。

### 卡西歐 fx-82ES PLUS
Casio fx-82ES PLUS是一款fx-82ES的改版，另在中國有發售一姊妹型号fx-82ES PLUS A，唯一差別在於fx-82ES PLUS的錯誤訊息以英文顯示，而fx-82ES PLUS A則使用中文。
此型號高13.8毫米，寬80毫米，長162毫米，連電池約重100克。表面以銀白色或黑色為主，背面則以黑色為主。fx-82ES PLUS A則另有藍色和品紅色選擇。計數機附有一個硬盒滑蓋，當不需使用计算器時，用家可把计算器用滑蓋盖着，以作保護。
計數機使用7号电池供电，光标闪现连续显示17000小时，以平均每天使用 1 小時計算，電池可用達 3 年。

### 卡西歐 fx-82ES PLUS 2nd Edition
fx-82ES PLUS 2nd Edition（簡稱fx-82ES PLUS-2）是fx-82ES PLUS的改版，而fx-82ES PLUS A 2nd Edition則是Casio在2019年11月於中國大陸发售的版本。此型号在fx-82ES PLUS的基础上使用了更加方正的外观、新增了多种配色并且在统计模式（STAT）和函数表格（TABLE）的操作界面做了很大更改，但是价格与fx-82ES PLUS保持一致。